# Tu te reconnaîtras
A Tu te reconnaîtras (magyarul: Ráismersz magadra) című dal volt az 1973-as Eurovíziós Dalfesztivál győztes dala, melyet a Luxemburgot képviselő francia Anne-Marie David adott elő francia nyelven.

## Az Eurovíziós Dalfesztivál
A dalt nemzeti döntő nélkül választották ki, Davidot a luxemburgi tévé kérte fel a feladatra. A dal egy erőteljes ballada, melyben az énekesnő arról beszél, hogy az emberek mindenben ráismerhetnek magukra.
Az április 7-én rendezett döntőben a fellépési sorrendben tizenegyedikként adták elő, az olasz Massimo Ranieri Chi sarà című dala után, és a svéd Nova & The Dolls You Are Summer You Never Tell Me No című dala előtt. A szavazás során százhuszonkilenc pontot szerzett, mely az első helyet érte a tizenhét fős mezőnyben. Ez volt Luxemburg sorozatban második, összesen negyedik győzelme.
A dal által kapott százhuszonkilenc pont a megszerezhető pontok 80,6%-a, ezzel ez a dalverseny történetének eddigi legsikeresebb dala ebben a mutatóban.
A következő luxemburgi induló Ireen Sheer Bye Bye I Love You című dala volt az 1974-es Eurovíziós Dalfesztiválon.
A következő győztes a svéd ABBA Waterloo című dala volt.

### Kapott pontok
|                                              | Zsűrik | Zsűrik | Zsűrik | Zsűrik | Zsűrik | Zsűrik | Zsűrik | Zsűrik | Zsűrik | Zsűrik | Zsűrik | Zsűrik | Zsűrik | Zsűrik | Zsűrik | Zsűrik | Zsűrik | Zsűrik | Zsűrik | Zsűrik | Zsűrik | Zsűrik | Zsűrik | Zsűrik | Zsűrik | Zsűrik | Zsűrik | Zsűrik | Zsűrik | Zsűrik | Zsűrik | Zsűrik | Zsűrik | Zsűrik | Zsűrik | Zsűrik | Zsűrik | Zsűrik | Zsűrik | Zsűrik | Zsűrik | Zsűrik | Zsűrik |
| -------------------------------------------- | ------ | ------ | ------ | ------ | ------ | ------ | ------ | ------ | ------ | ------ | ------ | ------ | ------ | ------ | ------ | ------ | ------ | ------ | ------ | ------ | ------ | ------ | ------ | ------ | ------ | ------ | ------ | ------ | ------ | ------ | ------ | ------ | ------ | ------ | ------ | ------ | ------ | ------ | ------ | ------ | ------ | ------ | ------ |
| FIN                                          | BEL    | POR    | GER    | NOR    | MON    | ESP    | SUI    | YUG    | ITA    | LUX    | SWE    | NED    | IRE    | GBR    | FRA    | ISR    |        |        |        |        |        |        |        |        |        |        |        |        |        |        |        |        |        |        |        |        |        |        |        |        |        |        |        |
| Kapott pontok                                | 6      | 6      | 8      | 7      | 8      | 7      | 6      | 10     | 9      | 9      |        | 8      | 9      | 8      | 10     | 10     | 8      |        |        |        |        |        |        |        |        |        |        |        |        |        |        |        |        |        |        |        |        |        |        |        |        |        |        |
| A tábla a fellépés sorrendjében van rendezve |        |        |        |        |        |        |        |        |        |        |        |        |        |        |        |        |        |        |        |        |        |        |        |        |        |        |        |        |        |        |        |        |        |        |        |        |        |        |        |        |        |        |        |

## Slágerlistás helyezések
| Slágerlisták (1973) | Lh.* |
| ------------------- | ---- |
| Belgium (Flandria)  | 6    |
| Belgium (Vallónia)  | 1    |
| Egyesült Királyság  | 13   |
| Franciaország       | 3    |
| Hollandia           | 2    |
| Norvégia            | 2    |
| Svájc               | 6    |

*Lh. = Legjobb helyezés.

## A dal változatai
- Tu te reconnaîtras (francia)
- Du bist da (német)
- Wonderful Dream (angol)
- Te reconocerás (spanyol)
- Il letto del re (olasz)
- Non si vive di paura (olasz)
- Ő és én (magyar) - (Katona Klári)

## Külső hivatkozások
- Dalszöveg
- YouTube videó: A Tu Te Reconnaîtras című dal előadása a luxembourgi döntőn